# Mandukhai Khatun
Mandukhai Khatun, född 1449, död 1510, var en mongolisk drottning (khatun) under Norra Yuandynastin. Hon var drottning i Mongoliet 1473–1479, förmyndarregent 1479–1491 och medregent 1491–1510.

## Biografi
Mandukhai Khatun var dotter till Chorosbai, en mongolisk aristokrat och rådsman i den mongoliska ongud-stammen i östra Mongoliet. Hon gifte sig ca 1468 vid 18 års ålder med Mandaghol khan av Mongoliet (r. 1473–1479). Hon fick en dotter med honom, och ersatte då hans andra hustru som huvudhustru.
År 1479 mördades maken av sin rådgivare Eslem, och tronen saknade då arvingar. Hon adopterade då den sju år gamla Dayan Khan, en släkting och ättling till Djinghis Khan, och utropade honom till makens efterträdare. Hon besegrade därefter Oiraterna, de upproriska västra mongolstammarna, och återupprättade Borjiginernas anseende.
När Dayan Khan fyllde nitton år omkring 1491 gifte hon sig med honom, men fortsatte att regera Mongoliet, nu som hans medregent. De fick sju söner och tre döttrar. Mandukhai ledde ännu en gång ett krigståg mot de upproriska oriat-stammarna, en gång gravid med tvillingsöner, och besegrade dem en andra gång. Hon säkrade styret över det enade Mongoliet. Hon bedrev också krig mot Kina, som på grund av hennes krigsdåd och den störda handelsleden stärkte sin mur mot Mongoliet.
Enligt legenden mördades hon, antingen av en av makens konkubiner eller en kinesisk spion, men i verkligheten anses hon ha dött av naturliga orsaker.